# Doliocarpus
Doliocarpus är ett släkte av tvåhjärtbladiga växter. Doliocarpus ingår i familjen Dilleniaceae.
Släktnamnet är sammansatt av det latinska ordet dolium (med bred mun) eller det gammalgrekiska ordet dolios (klok) samt det grekiska ordet karpos (frukt).

## Bildgalleri

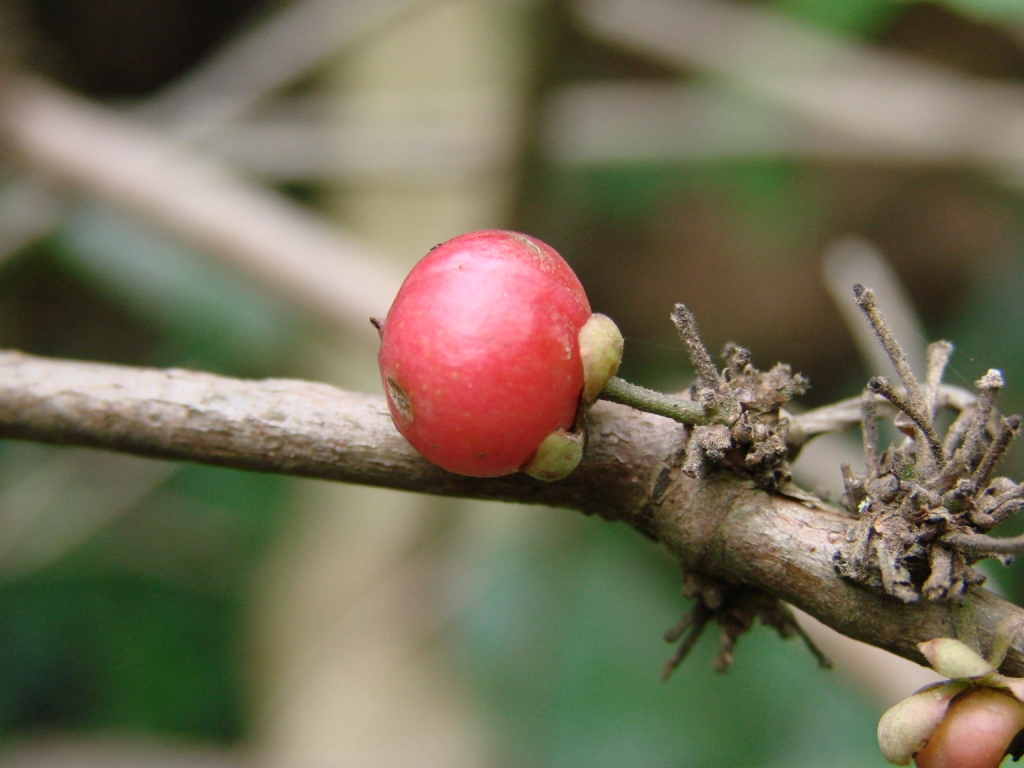

## Dottertaxa tillDoliocarpus, i alfabetisk ordning[1]
- Doliocarpus amazonicus
- Doliocarpus aracaensis
- Doliocarpus areolatus
- Doliocarpus aureobaccus
- Doliocarpus brevipedicellatus
- Doliocarpus calineoides
- Doliocarpus carnevaliorum
- Doliocarpus chocoensis
- Doliocarpus dasyanthus
- Doliocarpus dentatus
- Doliocarpus dressleri
- Doliocarpus elegans
- Doliocarpus elliptifolius
- Doliocarpus foreroi
- Doliocarpus gentryi
- Doliocarpus glomeratus
- Doliocarpus gracilis
- Doliocarpus grandiflorus
- Doliocarpus guianensis
- Doliocarpus herrerae
- Doliocarpus hispidobaccatus
- Doliocarpus hispidus
- Doliocarpus humboldtianus
- Doliocarpus kubitzkii
- Doliocarpus lancifolius
- Doliocarpus leiophyllus
- Doliocarpus liesneri
- Doliocarpus littoralis
- Doliocarpus lombardii
- Doliocarpus lopez-palacii
- Doliocarpus macrocarpus
- Doliocarpus magnificus
- Doliocarpus major
- Doliocarpus multiflorus
- Doliocarpus nitidus
- Doliocarpus novogranatensis
- Doliocarpus olivaceus
- Doliocarpus ortegae
- Doliocarpus paraensis
- Doliocarpus paucinervius
- Doliocarpus pipolyi
- Doliocarpus prancei
- Doliocarpus pruskii
- Doliocarpus sagotianus
- Doliocarpus savannarum
- Doliocarpus schottianus
- Doliocarpus schultesianus
- Doliocarpus sellowianus
- Doliocarpus sessiliflorus
- Doliocarpus spatulifolius
- Doliocarpus spraguei
- Doliocarpus subandinus
- Doliocarpus triananus
- Doliocarpus validus
- Doliocarpus verruculosus